# Parlamentswahl in Italien 1921
- PCd'I: 15
- PSI: 123
- Sonst.: 12
- PDSI: 29
- PRI: 6
- PDR: 11
- PLD: 68
- PPI: 108
- PLI: 43
- PdC: 10
- PE: 5
- BN: 105

Die Parlamentswahlen in Italien 1921 fanden am 15. Mai 1921 statt. Gewählt wurden die Mitglieder der Abgeordnetenkammer des Königreichs Italien.

## Wahlsystem
Es existierten 40 Wahlkreise, davon 34 auf dem Gebiet Italiens vor dem Ersten Weltkrieg mit insgesamt 508 Abgeordneten und sechs Wahlkreise in annektierten Gebieten mit insgesamt 27 Abgeordneten. Die Sitze wurden in den Wahlkreisen nach dem D’Hondt-Verfahren verteilt.

## Ergebnisse
Die Wahl brachte folgendes Ergebnis:
| Partei                               | Anzahl der Stimmen | %      | Mandate |
| ------------------------------------ | ------------------ | ------ | ------- |
| Partito Socialista Italiano          | 1.631.435          | 24,7 % | 123     |
| Partito Popolare Italiano            | 1.347.305          | 20,4 % | 108     |
| Blocchi Nazionali                    | 1.260.007          | 19,1 % | 105     |
| Partito Liberale Democratico         | 684.855            | 10,4 % | 68      |
| Partito Liberale Italiano            | 470.605            | 7,1 %  | 43      |
| Partito Democratico Sociale Italiano | 309.191            | 4,7 %  | 29      |
| Partito Comunista d’Italia           | 304.719            | 4,6 %  | 15      |
| Partito Repubblicano Italiano        | 124.924            | 1,9 %  | 6       |
| Partito Riformista Democratico       | 122.087            | 1,8 %  | 11      |
| Partito dei Combattenti              | 113.839            | 1,7 %  | 10      |
| Partito Economico                    | 53.382             | 0,8 %  | 5       |
| Slawische Minderheit                 | 48.784             | 0,7 %  | 5       |
| Deutsche Minderheit (insb. DV)       | 39.864             | 0,6 %  | 4       |
| Unabhängige Sozialisten              | 37.892             | 0,6 %  | 1       |
| PPI-Dissidenten                      | 29.703             | 0,4 %  | 0       |
| Partito Nazionale Fascista           | 29.549             | 0,4 %  | 2       |
| Insgesamt                            | 6.608.141          | 100    | 535     |

Auf den Listen der Blocchi Nazionali kandidierten auch Faschisten, insgesamt stellten die Faschisten 36 Abgeordnete.